# Гагренска църква
Гагренската църква (на грузински: გაგრის ეკლესია), позната още като Абата (на грузински: აბაათა) е ранносредновековна църква в град Гагра, Абхазия, Грузия. Тя е една от най-старите църкви в Абхазия и представлява трикорабна базилика от VI в. Реконструирана е през 1902 г.
Църквата е разположена в разрушената крепост Абата. Главният вход е от западната страна, а трите кораба на църквата са свързани един с друг чрез врати. В архитектурно отношение наподобява много църкви в Източна Грузия. През 1902 г. е напълно реконструирана по заповед на Евгения Максимилианова от Лехтенберг, съпруга на херцог Александър Петрович от Олденбург, член на руската императорска фамилия, превърнала Гагра в спа център. Осветена е на 9 януари 1903 г. Същевременно крепостта е разрушена, а материалите от нея се използват за построяването на хотел. По време на СССР църквата е използвана за музей на стари оръжия. През 2007 г. е реконструирана и от 2012 г. отново е действаща.
Църквата е вписана в списъка на паметниците от национално значение в Грузия.